# Giambattista Dal Mare
Giambattista Dal Mare, OP (falecido em 1620) foi um prelado católico romano que serviu como bispo de Lavello (1618–1620).

## Biografia
Giambattista Dal Mare foi ordenado sacerdote na Ordem dos Pregadores. No dia 22 de outubro de 1618, foi nomeado durante o papado de Paulo V como Bispo de Lavello. A 4 de novembro de 1618, foi consagrado bispo por Filippo Filonardi, cardeal-sacerdote de Santa Maria del Popolo, com Diego Alvarez (arcebispo), arcebispo de Trani, e Paolo De Curtis, bispo emérito de Isernia, servindo como co-consagradores. Serviu como Bispo de Lavello até à sua morte a 23 de setembro de 1620.